# 西山街道 (秦皇岛市)
西山街道，是中华人民共和国河北省秦皇岛市北戴河区下辖的一个街道办事处。

## 行政区划
西山街道下辖以下地区：
安居社区、英才社区、平安路社区、剑秋路社区、西山社区和外国语职业学院社区家委会。